# Slovacchia ai Giochi della XXX Olimpiade
La Slovacchia ha partecipato ai Giochi della XXX Olimpiade di Londra che si sono svolti dal 27 luglio al 12 agosto 2012. È stata la quinta apparizione consecutiva dal debutto nel 1996.
Gli atleti della delegazione slovacca sono stati 47. Alla cerimonia di apertura il portabandiera è stato Jozef Gönci, mentre la portabandiera della cerimonia di chiusura è stata Danka Barteková.
La Slovacchia ha ottenuto un totale di 4 medaglie (1 argento e 3 bronzi), il peggior risultato ai giochi olimpici estivi.

## Medaglie
| Riepilogo quotidiano | Riepilogo quotidiano | Riepilogo quotidiano | Riepilogo quotidiano | Riepilogo quotidiano | Riepilogo quotidiano | Riepilogo quotidiano |
| -------------------- | -------------------- | -------------------- | -------------------- | -------------------- | -------------------- | -------------------- |
| Giorno               | Data                 |                      |                      |                      | Totale               |                      |
| 1º                   | 27                   | —                    | —                    | —                    | —                    |                      |
| 2º                   | 28                   | 0                    | 0                    | 0                    | 0                    |                      |
| 3º                   | 29                   | 0                    | 0                    | 1                    | 1                    |                      |
| 4º                   | 30                   | 0                    | 0                    | 0                    | 0                    |                      |
| 5º                   | 31                   | 0                    | 0                    | 1                    | 1                    |                      |
| 6º                   | 1                    | 0                    | 0                    | 0                    | 0                    |                      |
| 7º                   | 2                    | 0                    | 0                    | 1                    | 1                    |                      |
| 8º                   | 3                    | 0                    | 0                    | 0                    | 0                    |                      |
| 9º                   | 4                    | 0                    | 1                    | 0                    | 1                    |                      |
| 10º                  | 5                    | 0                    | 0                    | 0                    | 0                    |                      |
| 11º                  | 6                    | 0                    | 0                    | 0                    | 0                    |                      |
| 12º                  | 7                    | 0                    | 0                    | 0                    | 0                    |                      |
| 13º                  | 8                    | 0                    | 0                    | 0                    | 0                    |                      |
| 14º                  | 9                    | 0                    | 0                    | 0                    | 0                    |                      |
| 15º                  | 10                   | 0                    | 0                    | 0                    | 0                    |                      |
| 16º                  | 11                   | 0                    | 0                    | 0                    | 0                    |                      |
| 17º                  | 12                   | 0                    | 0                    | 0                    | 0                    |                      |
| Totale               | Totale               | 0                    | 1                    | 3                    | 4                    |                      |

### Medagliere per discipline
| Sport             | Oro | Argento | Bronzo | Totale |
| ----------------- | --- | ------- | ------ | ------ |
| Tiro a segno/volo | 0   | 1       | 1      | 2      |
| Canoa/kayak       | 0   | 0       | 2      | 2      |
| Totale            | 0   | 1       | 3      | 4      |

### Medaglie d'argento
| Medaglia | Nome               | Sport             | Evento         |
| -------- | ------------------ | ----------------- | -------------- |
| Argento  | Zuzana Štefečeková | Tiro a segno/volo | Trap femminile |

### Medaglie di bronzo
| Medaglia | Nome                                  | Sport             | Evento             |
| -------- | ------------------------------------- | ----------------- | ------------------ |
| Bronzo   | Danka Barteková                       | Tiro a segno/volo | Skeet femminile    |
| Bronzo   | Michal Martikán                       | Canoa/kayak       | Slalom C1 maschile |
| Bronzo   | Peter Hochschorner Pavol Hochschorner | Canoa/kayak       | Slalom C2 maschile |

## Atletica leggera
| Q | Qualificato al turno successivo per la posizione in qualificazione                                                           |
| q | Qualificato per il turno successivo per ripescaggio o, negli eventi su campo, conquistando la misura minima per qualificarsi |

### Maschile
Eventi di corsa su pista e strada
| Atleta         | Evento       | Finale    | Finale    |
| Atleta         | Evento       | Risultato | Posizione |
| -------------- | ------------ | --------- | --------- |
| Miloš Bátovský | Marcia 50 km | 4h 09'32" | 48°       |
| Anton Kučmín   | Marcia 20 km | 1h 22'25" | 23°       |
| Matej Tóth     | Marcia 50 km | 3h 41'24" | 8°        |

Eventi su campo
| Atleta          | Evento              | Qualifica | Qualifica | Finale          | Finale          |
| Atleta          | Evento              | Distanza  | Posizione | Distanza        | Posizione       |
| --------------- | ------------------- | --------- | --------- | --------------- | --------------- |
| Michal Kabelka  | Salto in alto       | 2,16 m    | 30°       | non qualificato | non qualificato |
| Marcel Lomnický | Lancio del martello | 74,00 m   | 15°       | non qualificato | non qualificato |

### Femminile
Eventi di corsa su pista e strada
| Atleta            | Evento       | Batteria  | Batteria  | Semifinale | Semifinale | Finale    | Finale    |
| Atleta            | Evento       | Risultato | Posizione | Risultato  | Posizione  | Risultato | Posizione |
| ----------------- | ------------ | --------- | --------- | ---------- | ---------- | --------- | --------- |
| Katarína Berešová | Maratona     | N.D.      | N.D.      | N.D.       | N.D.       | 2h 48'11" | 99ª       |
| Mária Czaková     | Marcia 20 km | N.D.      | N.D.      | N.D.       | N.D.       | 1h 37'43" | 53ª       |
| Lucia Klocová     | 1500 m       | 4'07"79   | 9ª q      | 4'02"99    | 8ª q       | 4'12"64   | 8ª        |

Eventi su campo
| Atleta           | Evento              | Qualifica | Qualifica | Finale          | Finale          |
| Atleta           | Evento              | Distanza  | Posizione | Distanza        | Posizione       |
| ---------------- | ------------------- | --------- | --------- | --------------- | --------------- |
| Martina Hrašnová | Lancio del martello | 68,41 m   | 20ª       | non qualificata | non qualificata |
| Dana Velďáková   | Salto triplo        | 14,22 m   | 10ª Q     | 11,92 m         | 12ª             |
| Jana Velďáková   | Salto in lungo      | 6,18 m    | 27ª       | non qualificata | non qualificata |

## Badminton
Femminile
| Atleta           | Evento            | Girone                   | Girone                    | Girone    | Ottavi               | Quarti               | Semifinale           | Finale               | Finale          |
| Atleta           | Evento            | Avversario Punteggio     | Avversario Punteggio      | Posizione | Avversario Punteggio | Avversario Punteggio | Avversario Punteggio | Avversario Punteggio | Posizione       |
| ---------------- | ----------------- | ------------------------ | ------------------------- | --------- | -------------------- | -------------------- | -------------------- | -------------------- | --------------- |
| Monika Fašungová | Singolo femminile | Gu J.(SIN) P 5-21, 11-21 | V. Na(AUS) P 12-21, 18-21 | 3ª        | non qualificata      | non qualificata      | non qualificata      | non qualificata      | non qualificata |

## Canoa/Kayak

### Slalom
Maschile
| Atleta                                | Evento | Qualificazioni | Qualificazioni | Qualificazioni | Qualificazioni | Qualificazioni | Qualificazioni | Semifinali | Semifinali | Semifinali | Finale   | Finale | Finale    |
| Atleta                                | Evento | 1ª manche      | Pos.           | 2ª manche      | Pos.           | Migliore       | Posizione      | Penalità   | Tempo      | Posizione  | Penalità | Tempo  | Posizione |
| ------------------------------------- | ------ | -------------- | -------------- | -------------- | -------------- | -------------- | -------------- | ---------- | ---------- | ---------- | -------- | ------ | --------- |
| Michal Martikán                       | C-1    | 139"46         | 16°            | 90"56          | 1°             | 90"56          | 1º Q           | 2"         | 104"04     | 4º Q       | 0"       | 98"31  |           |
| Pavol Hochschorner Peter Hochschorner | C-2    | 97"52          | 2°             | 98"60          | 1°             | 97"52          | 2º Q           | 2"         | 109"04     | 2º Q       | 2"       | 108"28 |           |

Femminile
| Atleta        | Evento | Qualificazioni | Qualificazioni | Qualificazioni | Qualificazioni | Qualificazioni | Qualificazioni | Semifinali | Semifinali | Semifinali | Finale   | Finale | Finale    |
| Atleta        | Evento | 1ª manche      | Pos.           | 2ª manche      | Pos.           | Migliore       | Posizione      | Penalità   | Tempo      | Posizione  | Penalità | Tempo  | Posizione |
| ------------- | ------ | -------------- | -------------- | -------------- | -------------- | -------------- | -------------- | ---------- | ---------- | ---------- | -------- | ------ | --------- |
| Jana Dukátová | K-1    | 105"14         | 4ª             | 101"37         | 4ª             | 101"37         | 6ª Q           | 0"         | 110"48     | 4ª Q       | 2"       | 111"60 | 6ª        |

### Velocità
| FA | Qualificato in finale A (per le medaglie)                       |
| FB | Qualificato in finale B (non per le medaglie)                   |
| Q  | Qualificato al turno successivo per posizione in qualificazione |
| q  | Qualificato al turno successivo per ripescaggio                 |

Maschile
| Atleta                                            | Evento     | Batterie | Batterie   | Semifinali      | Semifinali      | Finale          | Finale     |
| Atleta                                            | Evento     | Tempo    | Classifica | Tempo           | Classifica      | Tempo           | Classifica |
| ------------------------------------------------- | ---------- | -------- | ---------- | --------------- | --------------- | --------------- | ---------- |
| Ľubomír Hagara                                    | C-1 200 m  | 43"507   | 5° Q       | 41"472          | 3° FA           | 43"977          | 6°         |
| Marek Krajčovič                                   | K-1 1000 m | 3'39"649 | 7°         | non qualificato | non qualificato | non qualificato | 20°        |
| Peter Gelle Erik Vlček                            | K-2 1000 m | 3'19"571 | 3° Q       | 3'12"690        | 1° FA           | 3'12"519        | 8°         |
| Martin Jankovec Peter Gelle Juraj Tarr Erik Vlček | K-4 1000 m | 2'55"173 | 1° FA      | Bye             | Bye             | 2'56"771        | 6°         |

Femminile
| Atleta                        | Evento    | Batterie | Batterie   | Semifinali | Semifinali | Finale   | Finale     |
| Atleta                        | Evento    | Tempo    | Classifica | Tempo      | Classifica | Tempo    | Classifica |
| ----------------------------- | --------- | -------- | ---------- | ---------- | ---------- | -------- | ---------- |
| Ivana Kmeťová                 | K-1 200 m | 43"445   | 6ª Q       | 42"510     | 5ª FB      | 45"556   | 14ª        |
| Ivana Kmeťová Martina Kohlová | K-2 500 m | 1'45"073 | 5ª Q       | 1'43"653   | 5ª FB      | 1'47"683 | 13ª        |

## Ciclismo

### Ciclismo su strada
Maschile
| Atleta      | Evento         | Tempo     | Classifica |
| ----------- | -------------- | --------- | ---------- |
| Peter Sagan | Corsa in linea | 5h 46'37" | 34°        |

### Mountain Bike
Femminile
| Atleta         | Evento        | Tempo     | Classifica |
| -------------- | ------------- | --------- | ---------- |
| Janka Števková | Cross-country | 1h 39'05" | 21ª        |

## Ginnastica

### Ginnastica artistica
Maschile
| Atleta          | Evento                | Qualificazione | Qualificazione | Qualificazione | Qualificazione | Qualificazione | Qualificazione | Qualificazione | Qualificazione | Finale          | Finale          | Finale          | Finale          | Finale          | Finale          | Finale          | Finale          |
| Atleta          | Evento                | Attrezzo       | Attrezzo       | Attrezzo       | Attrezzo       | Attrezzo       | Attrezzo       | Totale         | Posizione      | Attrezzo        | Attrezzo        | Attrezzo        | Attrezzo        | Attrezzo        | Attrezzo        | Totale          | Posizione       |
| Atleta          | Evento                | CL             | C              | A              | V              | P              | S              | Totale         | Posizione      | CL              | C               | A               | V               | P               | S               | Totale          | Posizione       |
| --------------- | --------------------- | -------------- | -------------- | -------------- | -------------- | -------------- | -------------- | -------------- | -------------- | --------------- | --------------- | --------------- | --------------- | --------------- | --------------- | --------------- | --------------- |
| Samuel Piasecký | Parallele simmetriche | N.D.           | N.D.           | N.D.           | N.D.           | 15.358         | N.D.           | 15.358         | 11° R          | non qualificato | non qualificato | non qualificato | non qualificato | non qualificato | non qualificato | non qualificato | non qualificato |
| Samuel Piasecký | Sbarra                | N.D.           | N.D.           | N.D.           | N.D.           | N.D.           | 12.666         | 12.666         | 65°            | non qualificato | non qualificato | non qualificato | non qualificato | non qualificato | non qualificato | non qualificato | non qualificato |

Femminile
| Atleta         | Evento               | Qualificazione | Qualificazione | Qualificazione | Qualificazione | Qualificazione | Qualificazione | Finale          | Finale          | Finale          | Finale          | Finale          | Finale          |
| Atleta         | Evento               | Attrezzo       | Attrezzo       | Attrezzo       | Attrezzo       | Totale         | Posizione      | Attrezzo        | Attrezzo        | Attrezzo        | Attrezzo        | Totale          | Posizione       |
| Atleta         | Evento               | CL             | V              | P              | S              | Totale         | Posizione      | CL              | V               | P               | S               | Totale          | Posizione       |
| -------------- | -------------------- | -------------- | -------------- | -------------- | -------------- | -------------- | -------------- | --------------- | --------------- | --------------- | --------------- | --------------- | --------------- |
| Mária Homolová | Concorso individuale | 12.066         | 12.766         | 10.458         | 11.733         | 47.023         | 57ª            | non qualificata | non qualificata | non qualificata | non qualificata | non qualificata | non qualificata |

## Judo
Maschile
| Atleta      | Evento | 16-esimi                     | Ottavi               | Quarti               | Semifinali           | Ripescaggio          | Med. bronzo          | Finale               | Posizione       |
| Atleta      | Evento | Avversario Risultato         | Avversario Risultato | Avversario Risultato | Avversario Risultato | Avversario Risultato | Avversario Risultato | Avversario Risultato | Posizione       |
| ----------- | ------ | ---------------------------- | -------------------- | -------------------- | -------------------- | -------------------- | -------------------- | -------------------- | --------------- |
| Milan Randl | -90 kg | I. Iliadis (GRE) P 0002–0111 | non qualificato      | non qualificato      | non qualificato      | non qualificato      | non qualificato      | non qualificato      | non qualificato |

## Nuoto
Maschile
| Atleta          | Evento     | Batterie | Batterie   | Semifinali      | Semifinali      | Finale          | Finale          |
| Atleta          | Evento     | Tempo    | Classifica | Tempo           | Classifica      | Tempo           | Classifica      |
| --------------- | ---------- | -------- | ---------- | --------------- | --------------- | --------------- | --------------- |
| Tomáš Klobučník | 200 m rana | 2'13"40  | 23º        | Non qualificato | Non qualificato | Non qualificato | Non qualificato |

Femminile
| Atleta               | Evento             | Batterie | Batterie   | Semifinali      | Semifinali      | Finale          | Finale          |
| Atleta               | Evento             | Tempo    | Classifica | Tempo           | Classifica      | Tempo           | Classifica      |
| -------------------- | ------------------ | -------- | ---------- | --------------- | --------------- | --------------- | --------------- |
| Katarína Filová      | 100 m stile libero | 56"58    | 31ª        | non qualificata | non qualificata | non qualificata | non qualificata |
| Katarína Filová      | 200 m stile libero | 2'02"03  | 28ª        | non qualificata | non qualificata | non qualificata | non qualificata |
| Katarína Listopadová | 200 m misti        | 2'16"81  | 28ª        | non qualificata | non qualificata | non qualificata | non qualificata |
| Denisa Smolenová     | 100 m farfalla     | 59'48    | 28ª        | non qualificata | non qualificata | non qualificata | non qualificata |
| Denisa Smolenová     | 200 m farfalla     | 2'11"10  | 21ª        | non qualificata | non qualificata | non qualificata | non qualificata |
| Miroslava Syllabová  | 50 m stile libero  | 26"07    | 38ª        | non qualificata | non qualificata | non qualificata | non qualificata |

## Sollevamento pesi
Maschile
| Atleta         | Evento  | Strappo   | Strappo    | Slancio   | Slancio    | Totale | Classifica |
| Atleta         | Evento  | Risultato | Classifica | Risultato | Classifica | Totale | Classifica |
| -------------- | ------- | --------- | ---------- | --------- | ---------- | ------ | ---------- |
| Martin Tešovič | -105 kg | 167 Kg    | 12º        | 196 Kg    | 12º        | 363    | 11º        |

## Tennis

### Maschile
| Atleta                    | Evento  | 64-esimi                                  | 32-esimi                                         | 16-esimi        | Quarti di finale | Semifinali      | Finale          | Classifica      |
| Atleta                    | Evento  | Avver. Punt.                              | Avver. Punt.                                     | Avver. Punt.    | Avver. Punt.     | Avver. Punt.    | Avver. Punt.    | Classifica      |
| ------------------------- | ------- | ----------------------------------------- | ------------------------------------------------ | --------------- | ---------------- | --------------- | --------------- | --------------- |
| Martin Kližan             | Singolo | A. Roddick (USA) P 0-2 (5-7, 4-6)         | Non qualificato                                  | Non qualificato | Non qualificato  | Non qualificato | Non qualificato | Non qualificato |
| Lukáš Lacko               | Singolo | P. Petzschner (GER) P 0-2 (6-7(5-7), 1-6) | Non qualificato                                  | Non qualificato | Non qualificato  | Non qualificato | Non qualificato | Non qualificato |
| Martin Kližan Lukáš Lacko | Doppio  | N.D.                                      | J. Tipsarević/N. Zimonjić (SRB) P 0-2 (3-6, 3-6) | Non qualificato | Non qualificato  | Non qualificato | Non qualificato | Non qualificato |

### Femminile
| Atleta                                | Evento  | 64-esimi                                 | 32-esimi                                         | 16-esimi                            | Quarti di finale | Semifinali      | Finale          | Classifica      |
| Atleta                                | Evento  | Avver. Punt.                             | Avver. Punt.                                     | Avver. Punt.                        | Avver. Punt.     | Avver. Punt.    | Avver. Punt.    | Classifica      |
| ------------------------------------- | ------- | ---------------------------------------- | ------------------------------------------------ | ----------------------------------- | ---------------- | --------------- | --------------- | --------------- |
| Dominika Cibulková                    | Singolo | C. Pironkova (BUL) P 0-2 (6-7(5-7), 2-6) | Non qualificata                                  | Non qualificata                     | Non qualificata  | Non qualificata | Non qualificata | Non qualificata |
| Daniela Hantuchová                    | Singolo | Li N. (CHN) V 2-1 (6-2, 3-6, 6-3)        | A. Cornet (FRA) V 2-0 (6-3, 6-0)                 | C. Wozniacki (DEN) P 0-2 (4-6, 2-6) | Non qualificata  | Non qualificata | Non qualificata | Non qualificata |
| Dominika Cibulková Daniela Hantuchová | Doppio  | N.D.                                     | A. Radwańska/U. Radwańska (POL) P 0-2 (2-6, 1-6) | Non qualificate                     | Non qualificate  | Non qualificate | Non qualificate | Non qualificate |

## Tiro a segno/volo
Maschile
| Atleta         | Evento                       | Qualificazione | Qualificazione | Finale          | Finale          |
| Atleta         | Evento                       | Punteggio      | Classifica     | Punteggio       | Classifica      |
| -------------- | ---------------------------- | -------------- | -------------- | --------------- | --------------- |
| Jozef Gönci    | Carabina 50 m 3 posizioni    | 1157           | 31°            | non qualificato | non qualificato |
| Jozef Gönci    | Carabina 50 metri a terra    | 589            | 39°            | non qualificato | non qualificato |
| Jozef Gönci    | Carabina 10 m aria compressa | 591            | 31º            | non qualificato | non qualificato |
| Pavol Kopp     | Pistola 50 m                 | 556            | 20°            | non qualificato | non qualificato |
| Pavol Kopp     | Pistola 10 m aria compressa  | 576            | 21°            | non qualificato | non qualificato |
| Juraj Tužinský | Pistola 50 m                 | 554            | 23°            | non qualificato | non qualificato |
| Juraj Tužinský | Pistola 10 m aria compressa  | 580            | 15°            | non qualificato | non qualificato |
| Erik Varga     | Trap                         | 121            | 12°            | non qualificato | non qualificato |

Femminile
| Atleta             | Evento                       | Qualificazione | Qualificazione | Finale            | Finale          |
| Atleta             | Evento                       | Punteggio      | Classifica     | Punteggio         | Classifica      |
| ------------------ | ---------------------------- | -------------- | -------------- | ----------------- | --------------- |
| Danka Barteková    | Skeet                        | 70             | 2ª Q           | 90                |                 |
| Daniela Pešková    | Carabina 50 m 3 posizioni    | 576            | 34ª            | non qualificata   | non qualificata |
| Daniela Pešková    | Carabina 10 m aria compressa | 395            | 14ª            | non qualificata   | non qualificata |
| Zuzana Štefečeková | Trap                         | 73             | 2ª Q           | 93 (+3 spareggio) |                 |

## Triathlon
Maschile
| Atleta        | Evento   | Nuoto  | Trans. 1 | Ciclismo | Trans. 2 | Corsa  | Totale    | Classifica |
| ------------- | -------- | ------ | -------- | -------- | -------- | ------ | --------- | ---------- |
| Richard Varga | Maschile | 16'56" | 0'41"    | 59'15"   | 0'30"    | 32'03" | 1h 49'25" | 22°        |